# Fukusuke
Fukusuke (jap. ふくすけ, engl. auch The Top-Heavy Frog, vgl. Fukusuke-Puppe) ist ein Anime-Kurzfilm von Studio Otogi Pro aus dem Jahr 1957. Er basiert auf dem gleichnamigen Kinderbuch von Yokoyama Ryūichi, der bei dem Film Regie führte.

## Inhalt
Der Film erzählt die Geschichte eines jungen Frosches, der in den Himmel steigt und dort dem Gott des Donners begegnet. Die Geschichte wird ohne Dialoge erzählt.

## Entstehung und Veröffentlichung
Der 18 Minuten lange Film entstand beim Studio Otogi Pro unter der Regie von Yokoyama Ryūichi. Da das Studio über keine eigenen Räume verfügte, fand die Umsetzung im Wesentlichen in einem Raum im Haus des Regisseurs statt. Es war die erste Produktion seit Gründung des Studios durch Yokoyama 1956. Yokoyama selbst war wenig in die eigentliche Produktion involviert und gab nur vor, welche Szenen animiert werden sollten. Die bis dahin wenig oder gar nicht erfahrenen Animatoren setzen dies selbstständig um. Yokoyama prüfte das Ergebnis und bestätigte es in der Regel, selbst wenn es nicht die geplante Länge hatte. Die Mitarbeiter bezeichneten diese Arbeitsweise auch als „Heimarbeit“ oder „Improvisations-Jazz“. Als Maeda Hajime zum Team stieß, der bereits während des Zweiten Weltkriegs Erfahrungen im Animationsfilm gesammelt hatte, führte dieser eine geordnete Arbeitsweise mit Exposure Sheets ein.
Der Film wurde mit einer 35mm-Askania-Kamera produziert, die für die Aufnahmen der Einzelbilder nicht beweglich, sondern fest installiert war. Als Material wurde nicht nur ungebrauchter Film, sondern auch unbelichtete Reste aus anderen Produktionen verwendet. Die Kolorierung geschah experimentell mit unterschiedlichen Arten von Farbe, da es keine Erfahrung mit Farbfilmen gab, und lieferte entsprechend sehr wechselhafte Ergebnisse.
Der Film wurde von Tōhō eingekauft und ab 29. Oktober 1957 in deren Kinos gezeigt. Laut Shirakawa Daisaku lief er als Teil eines Double Feature zusammen mit einem Realfilm. Es ist daher möglich, dass die meisten seiner Zuschauer nicht für Fukusuke ins Kino gegangen sind und der Film sein Geld nicht aus eigener Kraft eingespielt hat. Dennoch war Fukusuke nach Yokoyamas eigener Aussage der einzige Film, der ihm Profit gebracht hat. Die erfolgreiche Zusammenarbeit mit Tōhō ermöglichte dem Studio weitere Produktionen nach Fukusuke.
Später wurde der Anime vom japanischen Bildungsministerium als besonders wertvoll ausgezeichnet. Am 19. August 2016 wurde der Film beim International Animation Festival Hiroshima erneut aufgeführt.